# آن قصر که جمشید در او جام گرفت
رباعی با مطلعِ "آن قصر که جمشید در او جام گرفت" هفتمین رباعی سروده خیام به ویرایش محمدعلی فروغی و قاسم غنی می باشد. محتوای شعر به ناپایداری جهان و اجزای آن اشاره می کند. محسن چاوشی نیز در آهنگ بهرام گور از آلبوم "من خود آن سیزدهم" نیز این رباعی به همراه رباعی دیگر از خیام با مطلع "ای رباعی اگر کور نئی گور ببین" اجرا کرده است. 

## رباعی
| آن قصر که جمشید در او جام گرفت |  | آهو بچه کرد و روبه آرام گرفت |
| بهرام که گور میگرفتی همه عمر   |  | دیدی چه چگونه گور بهرام گرفت |

## درون‌مایه
بهرام پنجم پادشاه ساسانی معروف است که به شکار گورخر شیفته بود و از اینرو بهرام گور خوانده شده است و از قراری که نقل کرده‌اند سرانجام در ضمن شکار در بیابان ناپدید شد و مرگ او سر رسید و در این مصرع گور را هم به معنی قبر میتوان گرفت و هم به معنی گورخر یعنی دیدی که بهرام برای گور بگور رفت و در شعر صنعت ایهام بکار رفته است. جمشید پادشاه پیشدادی هم معروف است که جامی داشته است که همهٔ جهان در او نمایان بوده است از طرفی دیگر معروف است که اختراع شراب و کشف خاصیّت آن در زمان جمشید شده است از این رو شعرا غالباً سخن از جام جم میگویند و جام جهان نما را با جام شراب عمداً مشتبه میکنند و صنعت ایهام بکار میبرند. حافظ میفرماید:
| کمند صید بهرامی بیفکن جام جم برگیر |  | که من پیمودم این صحرا نه بهرامست و نه گورش |

در شاهنامه جام جهان نما منسوب به جمشید نیست و بکیخسرو منتسب است.
یکی از وجوه تذکر مرگ و بی‌اعتباری دنیا هم که خیّام و همه گویندگان صاحبنظر دنیا آورده‌اند اینست که پادشاهان و بزرگان دنیا با همه قدرت و توانائی و ثروت و جاه و جلال نتوانسته‌اند از مرگ رهائی یابند و خیّام این معنی را بچندین وجه پرورده و بعدها به آن متوجّه خواهیم شد و از شعرای دیگر هم شاهد خواهیم آورد فعلاً این قطعه را از شیخ سعدی بیاد میآوریم که در بوستان میفرماید:
| کِرا دانی از خسروان عجم      |  | ز عهد فریدون و ضحّاک و جم |
| که بر تخت و ملکش نیامد زوال |  | نماند بجز ملک ایزد تعال  |

- به نقل از رباعیات خیام به تصحیح قاسم غنی و محمد علی فروغی.